# Vivi Jiang
Jiang Yingrong (en chino, 江映蓉; en inglés, Vivi). Nacida el 1 de febrero de 1988 en Chengdu, Sichuan. Es una cantante china, Estudió en la Academia de Música Contemporánea de Pekín (北京 现代 音乐 学院) y se especializó en estilo de música pop. Asistió a muchas competiciones en nla que obtuvo numerosos premios, tales como una de las 4 mejores finlaistas de cantantes, en la categoría de mayor potencial. Evento organizado en el Yili College Music Festival Estudiantes (伊利 全国 大学生 音乐 节). Ella se hizo famosa cuando obtuvo el primer lugar en el evento de Super Girl (超级 女声) en 2009.

## Premios
| Año       | Nombre                                                      | Premios                   |
| --------- | ----------------------------------------------------------- | ------------------------- |
| 2007      | Yili College Students Music Festival (伊利全国大学生音乐节) | Top 4                     |
| 2007      | Yili College Students Music Festival (伊利全国大学生音乐节) | the most potential singer |
| 2008      | Jueduichangxiang(绝对唱响)                                  | Top 8 in Pekín            |
| 2009      | Internet Music Festival(中国网络音乐节)                     | silver medal              |
| 2009      | Super Girl (contest) (超级女声)                             | the first place           |
| 2010.6.25 | Southern People Weekly(《南方人物周刊》)                    | young leader              |

## Álbumes
En septiembre de 2010, Vivi Jiang lanzó su primer álbum titulado, Ángel Malo (坏 天使), que incluye algunas canciones tan populares como «Jokes» («笑话»), «Ejercicio» («练习 题»), «Presente» («礼物») y «Globo naranja» («橘色 气球»). «Ejercicio» fue la canción en visto bueno de las TV series como "lluvia de meteoritos" ("一起 又 看 流星 雨").
En septiembre de 2011, Vivi Jiang lanzó su segundo álbum titulado Mujer con Encanto (女人 帮). Este álbum incluye «Esta noche» («热门 花招»), «Las mujeres con encanto» («女人 帮»), «Captura de los ojos» («惹眼»), «Dancing in the dark» («在 黑暗 中 漫舞») y «La lucha» («武装»).